# Eureka Motor Car Company
Eureka Motor Car Company war ein US-amerikanischer Hersteller von Automobilen.

## Unternehmensgeschichte
Das Unternehmen wurde im Oktober 1906 in Seattle im US-Bundesstaat Washington gegründet. A. D. Campbell, James H. De Veauve und H. R. Harriman leiteten es. F. A. Mitchell war Generalmanager und hatte als einziger Erfahrungen im Automobilbau gesammelt. Sie begannen mit der Produktion von Automobilen, die als Eureka vermarktet wurden. Viele Teile wurden zugekauft. Sie erwarben die Seattle Manufacturing & Supply Company und errichteten auf dem Gelände ein Werk mit zwei Etagen. Es ist unsicher, ob dieses Bauwerk fertiggestellt wurde. 1907 endete die Produktion. Die Produktionszahl blieb minimal.
Es gab keine Verbindung zu den anderen US-Herstellern der Automarke Eureka: Eureka Automobile Agency, Eureka Motor Car Manufacturing Company, Eureka Motor Buggy Company und Eureka Company. 		

## Fahrzeuge
Im Angebot nur ein Modell. Es wurde Model 1 genannt. Der Vierzylindermotor kam von Duo. Er war mit 20/24 PS angegeben. Das Fahrgestell hatte 264 cm Radstand. Darauf wurde eine zweisitzige Runabout-Karosserie montiert. Der Neupreis betrug 1900 US-Dollar, was eine Quelle als sehr teuer und eine andere als absurd hoch bezeichnet.